# Količina supstance
Količina supstance ili količina materije je standardno definisani kvantitet koja meri veličinu jednog ansambla jedinki, kao što su atomi, molekuli, elektroni, ili druge čestice. Ponekad se naziva hemijskom količinom. Međunarodni sistem jedinica (SI) definiše količinu supstance kao vrednost koja je proporcionalna prisutnom broju elementarnih čestica.
Količina supstance se označava sa n, a njena SI merna jedinica je mol. Mol je količina supstance koja sadrži isto toliko jedinica (čestica) koliko ima atoma u 12 g (0.012 kg) ugljenikovog izotopa 12C. Konstanta proporcionalnosti je inverzna Avogadrovoj konstanti, čija vrednost je 6,02214076×1023. Njena jedinica je 1/mol, i ona povezuje molarnu masu količine supstance sa njenom masom. Stoga se količina supstance uzorka izračunava kao masa podeljena sa molarnom masom supstance.
Količina substance se javlja u termodinamičkim odnosima kao što je zakon idealnih gasova, i u stehiometrijskim relacijama između reagujućih molekula kao u zakonu umnoženih masenih odnosa.
Još jedna jedinica količine supstancije u upotrebi u hemijskom inženjerstvu u SAD je funta-mol, sa simbolom lb-mol. Jedna funta-mole je 453,59237 mol.
Formula za količinu supstance glasi:
{\displaystyle n={\frac {m}{M}}={\frac {N}{L}}={\frac {V^{0}}{V_{m}}}}
Pri čemu je:
| Oznaka | Značenje                                                       | Iznos i merna jedinica  |
| ------ | -------------------------------------------------------------- | ----------------------- |
| n      | količina supstance                                             | ? mol                   |
| m      | masa materije                                                  | ? g                     |
| M      | molarna masa materije                                          | (Ar ili Mr) gmol−1      |
| N      | brojnost materije                                              | ? (nema merne jedinice) |
| L      | Avogadrova konstanta                                           | 6,022•1023 mol−1        |
| V0     | zapremina supstance pri standardnim uslovima (0 °C, 101325 Pa) | ? dm³                   |
| Vm     | molarna zapremina supstance                                    | 22,4 dm³ mol−1          |

Napomena: ? označava vrednost koja zavisi od konteksta.

## Istorija
Alhemičari, a posebno rani metalurzi, verovatno su imali neku predstavu o količini supstance, ali nema sačuvanih zapisa o generalizaciji ideje izvan seta recepata. Godine 1758, Mihail Lomonosov preispitao je ideju da je masa samo mera kolčine materije, mada je on to učinio samo u kontekstu njegovih teorija o gravitaciji. Razvoj koncepta količine supstance je bio podudaran sa, i vitalan za, rađanje moderne hemije.
- 1777: Venzel objavljuje Lekcije o afinitetu, u kojima demonstrira da proporcije „bazne komponente” i „kisele komponente” (katjon i anjon u modernoj terminologiji) ostaju iste tokom reakcija između dve neutralne soli.[8]
- 1789: Lavoazje objavljuje Raspravu o elementarnoj hemiji, u kojoj uvodi koncept hemijskog elementa i pojašnjava zakon o održanju mase pri hemijskim reakcijama.[9]
- 1792: Rihter objavljuje prvi tom rada Stehiometrija ili umetnost merenja hemijskih elemenata (objavljivanje narednih tomova se nastavilo do 1802). Termin „stehiometrija” je upotrebljen po prvi put. Prve tabela ekvivalentnih težina su objavljene za kiselinsko-bazne reakcije. Rihter isto tako napominje da je za datu kiselinu ekvivalent mase kiseline proporcionalan sa masom kiseonika u bazi.[8]
- 1794: Prustov zakon stalnih odnosa masa generalizuje koncept ekvivalentnih težina na sve tipove hemijskih reakcija, a ne samo kiselinsko–bazne reakcije.[8]
- 1805: Dalton objavljuje njegovu prvu publikaciju o modernoj atomskoj teoriji, uključujući „Tabelu relativnih težina konačnih čestica gasovitih i drugih tela”.[10]

Koncept atoma podstakao je pitanje njihove težine. Mada su mnogi bili skeptični u pogledu postojanja atoma, hemičari su brzo pronašli atomske težine kao neprocenjivo važno sredstvo za izražavanje stehiometrijskih odnosa.
- 1808: Dalonova publikacija Novi sistem hemijske filozofije sadrži prvu tabelu atomskih težina (baziranu na H = 1).[11]
- 1809: Ge-Lisakov zakon kombinovanja zapremina, navodi celobrojne odnose između zapremina u reaktanata i produkata u hemijskim reakcijama gasova.[12]
- 1811: Avogadro je postavio hipotezu da jednake zapremine različitih gasova (na istoj temperaturi i pritisku) sadrže jednake brojeve čestica, što je poznato kao Avogadrov zakon.[13]
- 1813/1814: Bercelijus je objavio prvu od nekoliko tabela atomskih težina baziranih na skali od O = 100.[8][14][15]
- 1815: Praut je objavio svoju hipotezu da su sve atomske težine celobrojni umnošci atomske težine vodonika.[16] Ta hipoteza je kasnije napuštena budući da je uočena atomska težina hlora sa približno 35,5 relativno na vodonik.
- 1819: Dulong–Petitov zakon povezuje atomsku težinu čvrstog elementa sa njegovim specifičnim toplotnim kapacitetom.[17]
- 1819: Mičerlihov rad na kristalnom izomorfizmu omogućio je razjašnjavanje mnoštva hemijskih formula, rešavajuću nekoliko nejasnoća u računanju atomskih težina.[8]
- 1834: Klapejron je postulirao zakon idealnog gasa.[18]

Jednačina stanja idealnog gasa je prvobitno otkrivena u mnogim relacijama između brojnih atoma ili molekula u sistemu i drugih fizičkih svojstava sistema, izuzev njegove mase. Međutim, to nije bilo dovoljno da se ubede svi naučnici o postojanju atoma i molekula, mnogi su smatrali da je to jednostavno korisno sredstvo za proračun.
- 1834: Faradej postulira svoje zakone elektrolize, posebno to da je „hemijsko dekompoziciono dejstvo struje konstantno za konstantnu količinu elektriciteta”.[19]
- 1856: Krenig izvodi zakon idealnog gasa iz kinetičke teorije.[20] Klauzijus objavljuje jedno nezavisno izvođenje sledeće godine.[21]
- 1860: Karlsrueski kongres razmatra relaciju između „fizičkih molekula”, „hemijskih molekula” i atoma, bez ostvarivanja konsenzusa.[22]
- 1865: Lošmidt pravi prvu procenu veličine molekula gasa, a time i broja molekula u određenoj zapremini gasa, što je sada poznato kao Lošmidtova konstanta.[23]
- 1886: van ’t Hof demonstrira sličnosti u ponašanju između razblaženih rastvora i idealnih gasova.
- 1886: Eugen Goldštajn uočava diskretne zrake čestica pri gasnim pražnjenjima, postavljajući osnovu masene spektrometrije, alata koji se kasnije koristi za utvrđivanje masa atoma i molekula.
- 1887: Arenijus opisuje disocijaciju elektrolita u rastvoru, rešavajući jedan od problema u izučavanju koligativnih svojstava.[24]
- 1893: Zabeležena je prva upotreba izraza mol za opisivanje jedinice količine supstance u Ostvaldovom univerzitetskom udžbeniku.[25]
- 1897: Zabeležena je upotreba termina mol u engleskom jeziku.[26]
- Do prelaza u dvadeseti vek, koncept atomskih i molekularnih entiteta je bio generalno prihvaćen, ali su ostala otvorena mnoga pitanja, kao što je veličina atoma i njihov broj u datom uzorku. Uporedi razvoj masene spektrometrije, počevši od 1886, podržao je koncept atomske i molekularne mase i pružio alat za direktna relativna merenja.
- 1905: Ajnštajnova publikacija o Braunovom kretanju raspršila je poslednje sumnje u fizičku stvarnost atoma i otvorila put za tačno određivanje njihove mase.[27]
- 1909: Perin je skovao ime Avogadrova konstanta i procenio je njenu vrednost.[28]
- 1913: Otkriveni su izotopi neradioaktivnih elemenata doprinosom Sodija[29] i Tomsona.[30]
- 1914: Ričards je dobio Nobelovu nagradu za hemiju za „njegovo utvrđivanje atomske težine velikog broja elemenata”.[31]
- 1920: Aston je predložio celobrojno pravilo, jednu ažuriranu verziju Prautove hipoteze.[32]
- 1921: Sodi je primio Nobelovu nagradu za hemiju za „rad na hemiji radioaktivnih supstanci i istraživanje izotopa”.[33]
- 1922: Aston je dobio Nobelovu nagradu za hemiju za „njegovo otkriće izotopa kod velikog broja neradioaktivnih elemenata, i za njegovo celobrojno pravilo”.[34]
- 1926: Perin je dobio Nobelovu nagradu za fiziku, delom zbog njegovog rada na određivanju Avogadrove konstante.[35]
- 1959/1960: Ujedinjenu skalu atomskih težina baziranu na 12 = 12 prihvatili su IUPAP i IUPAC.[36]
- 1968: Međunarodni komitet za tegove i mere (CIPM) predložio je mol za uvrštavanje u Internacionalni sistem jedinica (SI).[3]
- 1972: Mol je odobren kao SI osnovna jedinica količine supstance.[3]

## Primeri izračunavanja količine supstance

##### Pr. 1
Izračunajte količinu supstance hlora u 200 g.
| {\displaystyle m(Cl_{2})=200g} |  |  |  |  |
|                                |  |  |  |  |
| {\displaystyle n(Cl_{2})=?}    |  |  |  |  |
{\displaystyle n(Cl_{2})={\frac {m(Cl_{2})}{M(Cl_{2})}}={\frac {200~g}{(2\cdot 35,45)\cdot gmol^{-1}}}={\frac {200~g}{70,9~gmol^{-1}}}=2,82~mol}

##### Pr. 2
Izračunajte količinu supstance jona natrijuma u 0,5 g kuhinjske soli.
| {\displaystyle m(NaCl)=0,5g} |  |  |  |  |
|                              |  |  |  |  |
| {\displaystyle n(Na^{+})=?}  |  |  |  |  |
{\displaystyle n(NaCl)={\frac {m(NaCl)}{M(NaCl)}}={\frac {0,5~g}{(22,99+35,45)\cdot gmol^{-1}}}={\frac {0,5~g}{58,44~gmol^{-1}}}=8,56\cdot 10^{-3}~mol}
{\displaystyle NaCl\longrightarrow Na^{+}+Cl^{-}\qquad \Rightarrow \qquad {\frac {n(NaCl)}{n(Na^{+})}}={\frac {1}{1}}\qquad \Rightarrow \qquad n(Na^{+})=n(NaCl)}
{\displaystyle {\begin{alignedat}{2}n(Na^{+})&=n(NaCl)\\&=8,56\cdot 10^{-3}~mol\\\end{alignedat}}}

##### Pr. 3
U uzorku hrom(III) hlorida mase 0,08 g izračunajte količinu hloridnih jona.
| {\displaystyle m(CrCl_{3})=0,08g} |  |  |  |  |
|                                   |  |  |  |  |
| {\displaystyle n(Cl^{-})=?}       |  |  |  |  |
{\displaystyle n(CrCl_{3})={\frac {m(CrCl_{3})}{M(CrCl_{3})}}={\frac {0,08~g}{(52,00+3\cdot 35,45)\cdot gmol^{-1}}}={\frac {0,08~g}{158,35~gmol^{-1}}}=5,05\cdot 10^{-4}~mol}
{\displaystyle CrCl_{3}\longrightarrow Cr^{3+}+3~Cl^{-}\qquad \Rightarrow \qquad {\frac {n(CrCl_{3})}{n(Cl^{-})}}={\frac {1}{3}}\qquad \Rightarrow \qquad n(Cl^{-})=3\cdot n(CrCl_{3})}
{\displaystyle {\begin{alignedat}{2}n(Cl^{-})&=3\cdot n(CrCl_{3})\\&=3\cdot 5,05\cdot 10^{-4}~mol\\&=1,52\cdot 10^{-3}~mol\\\end{alignedat}}}